# Augusta Žofie Falcko-Sulzbašská
Augusta Žofie Falcko-Sulzbašská (německy Auguste Sophie von Pfalz-Sulzbach, 22. listopadu 1624, Sulzbach - 30. dubna 1682, Norimberk) byla falkco-sulzbašská hraběnka a sňatkem kněžna z Lobkovic.

## Život

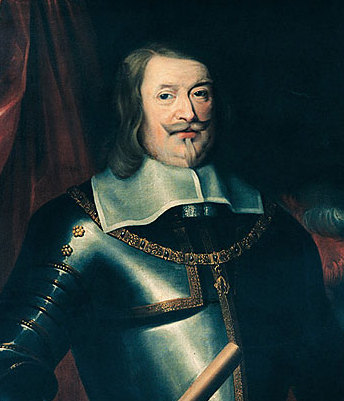
Augustin manžel Václav Eusebius Popel z Lobkovic (1609-1677)

Augusta Žofie byla dcerou falckraběte Augusta Falcko-Sulzbašského (1582–1632) a jeho manželky Hedviky (1603–1657), dcery vévody Jana Adolfa Holštýnsko-Gottorpského.
Augusta Žofie vyrůstala v přísně protestantském prostředí. Po smrti svého otce odešla do Nyköpingu, aby se zde vzdělávala u dvora své pratety, švédské královny Marie Eleonory.
Augusta Žofie nebyla nepříliš bohatá a 6. února 1653 se ve druhém manželství provdala za českého knížete Václava Eusebia z Lobkovic, vévodu zaháňského (1609–1677). Václav Eusebius byl katolík, a proto sňatek s protestantkou vyvolal v říši rozruch. Augusta Žofie jako věno do manželkství přinesla 15 000 tolarů a zámek Sternstein s příslušenstvím. Její bratr Kristián August požádal ženicha, aby se zaručil za princeznino evangelické vyznání. Toto ujednání však nebylo součástí svatební smlouvy a kníže Lobkovic se snažil manželku přesvědčit ke konverzi. Ve své snaze ovšem nebyl úspěšný, proto nechal za manželkou povolat jezuity. Augusta Žofie navíc odmítala navštívit katolický císařský dvůr ve Vídni, kde její manžel zastával nejvyšší úřady, působil jako první tajný rada císaře Leopolda I., tzn. první ministr.
Augusta Žofie se starala o Lobkovické knížecí sídlo v Neustadtu an der Waldnaab, kde měla vlastní kapli. Věnovala se charitativní činnosti a byla oblíbena dokonce i u katolického duchovenstva. Jako protestantka nemohla svého manžela následovat do katolických Čech ani na císařský dvůr ve Vídni, a tak setrvávala v Horní Falci až do manželova pádu. V Zaháňském knížectví dokázala přesvědčit svého manžela k větší toleranci vůči evangelíkům.
V roce 1673 jmenoval Václav Eusebius svou manželku regentkou nad Störnsteinským hrabstvím. Od té doby se v Neustadtu objevovali knížecí lobkovičtí úředníci, z nichž prvním byl Christoph Philipp Zickel. 
Po smrti Václava Eusebia žila Augusta Žofie v Norimberku, kde také dne 30. dubna 1682 zemřela a byla pohřbena v tamním kostele sv. Vavřince.

## Potomstvo
Z manželství Augusty Žofie a Václava Eusebia se narodilo několik dětí:
- syn (*/† 1654)
- Ferdinand August (1655–1715), kníže z Lobkovic, vévoda zaháňský

⚭ 1. 1677 hraběnka Klaudie Nasavsko-Hadamarrská (1660–1680)
⚭ 2. 1680 kněžna Anna Marie z Baden-Badenu (1655–1701)
⚭ 3. 1703 hraběnka Marie Filipína z Althannu (1671–1706)
⚭ 4. 1707 kněžna Marie Johana ze Schwarzenbergu (1681–1739)
- Filip Ferdinand Vojtěch (1656-1659)
- Marie Hedvika Žofie (1658–1660)
- František Vilém (1659–1698)